# تراکمه

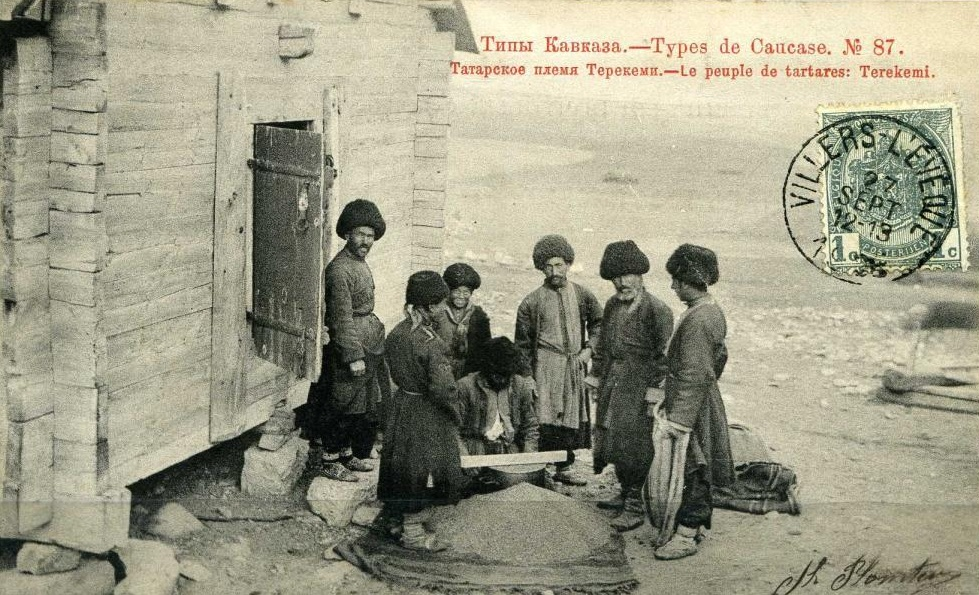
قبیله مردم آذری تراکمه، کارت پستال در امپراتوری روسیه

مردم تراکمه (ترکی آذربایجانی: Tərəkəmə) قومی آذربایجانی هستند که در داغستان و برخی مناطق جنوبی جمهوری آذربایجان و همچنین ترکیه زندگی می‌کنند. این مردم عمدتاً به دامپروری مشغول هستند و بیشتر اوقات جزء عشایر دسته‌بندی می‌شوند. 
تراکمه مسلمان عمدتاً شیعه با اقلیت سنی هستند و با گویش تراکمه‌ای به زبان زبان ترکی آذربایجانی صحبت می‌کنند.